# Герні (Вісконсин)
Герні (англ. Gurney) — місто (англ. town) в США, в окрузі Айрон штату Вісконсин. Населення — 145 осіб (2020).

## Демографія
Згідно з переписом 2010 року, у місті мешкало 159 осіб у 63 домогосподарствах у складі 48 родин. Було 112 помешкання
Расовий склад населення:
| - 96,2 % — білих - 0,6 % — азіатів |

До двох чи більше рас належало 3,1 %. Частка іспаномовних становила 2,5 % від усіх жителів.
За віковим діапазоном населення розподілялося таким чином: 25,2 % — особи молодші 18 років, 59,7 % — особи у віці 18—64 років, 15,1 % — особи у віці 65 років та старші. Медіана віку мешканця становила 42,3 року. На 100 осіб жіночої статі у місті припадало 127,1 чоловіків;  на 100 жінок у віці від 18 років та старших — 116,4 чоловіків також старших 18 років.
Середній дохід на одне домашнє господарство  становив 62 724 долари США (медіана — 61 667), а середній дохід на одну сім'ю — 72 442 долари (медіана — 65 000). Медіана доходів становила 47 500 доларів для чоловіків та 36 250 доларів для жінок. За межею бідності перебувало 3,5 % осіб, у тому числі 0,0 % дітей у віці до 18 років та 15,2 % осіб у віці 65 років та старших.
Цивільне працевлаштоване населення становило 97 осіб. Основні галузі зайнятості: освіта, охорона здоров'я та соціальна допомога — 28,9 %, мистецтво, розваги та відпочинок — 16,5 %, публічна адміністрація — 10,3 %, виробництво — 10,3 %.